# 对波兰人民共和国的怀念

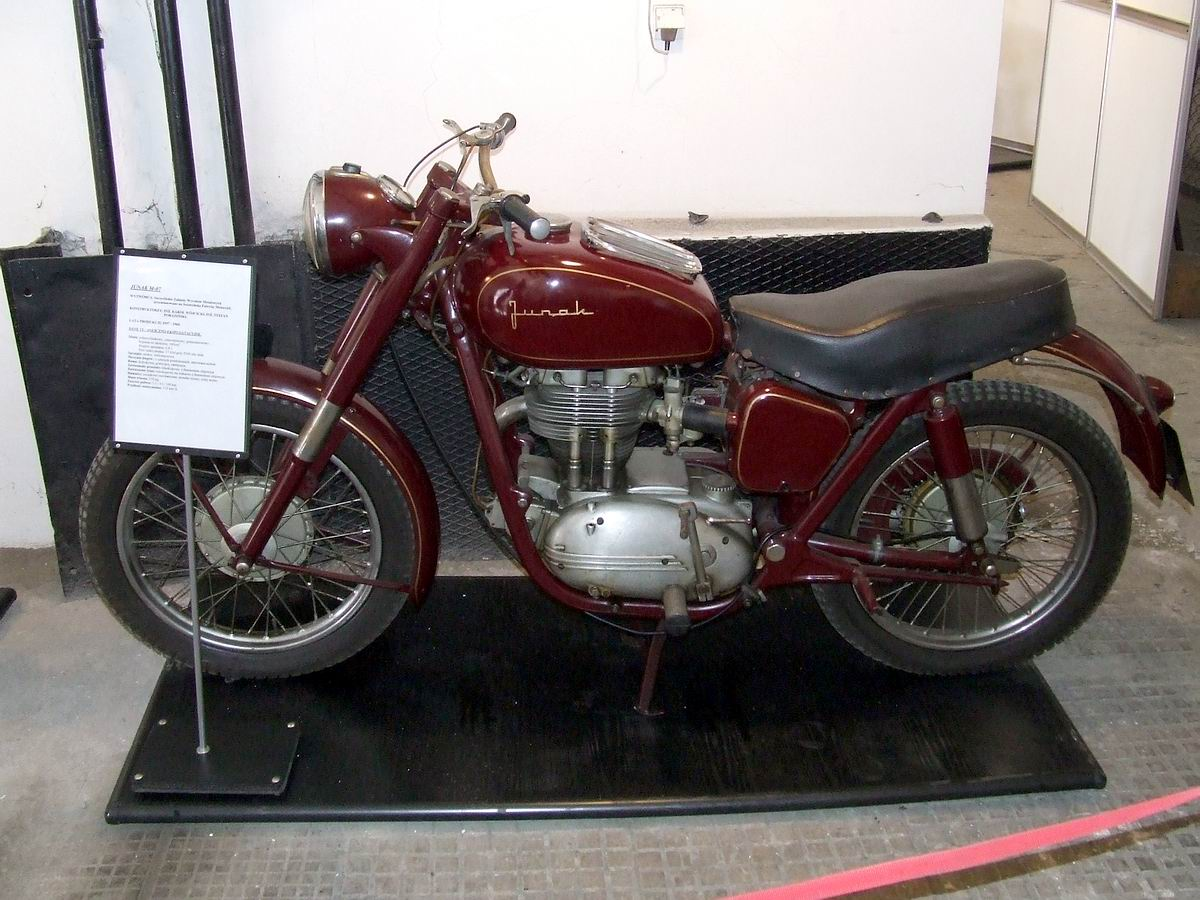
“波兰的哈雷戴维森”， SFM尤那克摩托车（Junak,英语发音诸难克）是波兰人民共和国时期有代表性的工业产品，在1956–1965年间，以及2011年后生产。

在波兰文化中，对波兰人民共和国的怀念是指波兰居民对波兰人民共和国（波蘭語：Polska Rzeczpospolita Ludowa）生活的怀念。
正如其他的共产主义怀旧情绪一样，对于曾生活在波兰人民共和国的人们来说，引发这种社会主义怀旧情绪的两个主要因素是对现状的不满和对美好过去的回忆。
一些企业迅速对这一现象做出反应，恢复了人民共和国时代的产品生产，例如温暖冰激凌、波罗鸡、Junak摩托车和Ludwik洗衣粉。

## 延伸阅读
- 波兰人民共和国博物馆，克拉科夫
- 共产主义怀旧
- 温暖冰激淋
- 对苏联时代的怀念
- 东德情结
- 南斯拉夫情结